# سلسله کرانی
سلسه کرلانی: کرلاڼي ، رومی شده:  Karlāṇī ، بنگالی : কররাণী ، رومی شده :  Korrāṇī ) در سال 1564 توسط تاج خان کرانی ،یک ژنرال از قبیله افغانی کرلانی، از منطقه هالانیل ، بنیان نهاده شد این آخرین سلسله ای بود که بر سلطان نشین بنگال حکومت کرد .

## تاریخچه
تاسیس
تاج خان که پیش‌تر از فرماندهان امپراتور سور، شیرشاه سوری، بود، در فاصلهٔ سال‌های ۱۵۶۲ تا ۱۵۶۴ میلادی، جنوب‌شرقی بیهار و بنگال غربی را تصرف کرد و با قتل آخرین فرمانروای محمدشاهی، سراسر بنگال را به سلطهٔ خود درآورد و پایتخت را در گور مستقر کرد. پس از او، برادرش سلیمان خان کرانی به قدرت رسید و در سال ۱۵۶۵ میلادی پایتخت را به تاندا در مالدا منتقل کرد. سلیمان خان در سال ۱۵۶۸ اوریسا را به‌طور دائمی به قلمرو خود افزود و با پذیرش ظاهری حاکمیت امپراتور مغول، اکبر، و فرستادن هدایا و ضیافت‌ها از سوی وزیرش لودی خان، تلاش کرد روابط مسالمت‌آمیزی با مغول‌ها حفظ کند. سلطنت او از کوچ بیهار تا پوری و از رود سون تا رود برهماپوترا گسترده بود. 

### حمله مغول
در ۲۵ سپتامبر ۱۵۷۴، ژنرال مغول منعم خان، پایتخت کارانی، تاندا، را تصرف کرد . نبرد توکاروی که در ۳ مارس ۱۵۷۵ رخ داد، داوود خان کرانی ، آخرین حاکم کارانی، را مجبور به عقب‌نشینی به اوریسا کرد. این نبرد منجر به پیمان کتاک شد که در آن داوود تمام بنگال و بیهار را واگذار کرد و تنها اوریسا را نگه داشت. این پیمان سرانجام پس از مرگ منعم خان در سن ۵۰ سالگی در اکتبر ۱۵۷۵ شکست خورد. [ نیازمند منبع ] داوود خان از فرصت استفاده کرد و به بنگال حمله کرد و استقلال خود را از اکبر اعلام کرد. یورش مغولان علیه سلطنت کارانی با نبرد راجمحل در ۱۲ ژوئیه ۱۵۷۶ به رهبری ژنرال مغول خان جهان اول پایان یافت . داوود خان اعدام شد. با این حال، پشتون‌ها و زمین‌داران محلی معروف به بارو بویان‌ها به رهبری عیسی خان به مقاومت در برابر تهاجم مغولان ادامه دادند. بعدها در سال 1612 در زمان سلطنت جهانگیر ، بنگال قاطعانه به عنوان یک استان مغول تثبیت شد

## لیست سلاطین
| نام                                                                            | سلطنت     |
| ------------------------------------------------------------------------------ | --------- |
| Sultan Taj Khan Karrani سلطان تاج خان کرلاڼی بنگالی: সুলতান তাজ খাঁন কররাণী           | 1564–1565 |
| Sultan Sulayman Khan Karrani سلطان سلیمان خان کرلاڼی بنگالی: সুলতান সুলেমান খাঁন কররাণী | 1565–1572 |
| Sultan Bayazid Khan Karrani سلطان بایزید خان کرلاڼی بنگالی: সুলতান বায়েজ়ীদ খাঁন কররাণী  | 1572      |
| Sultan Dawud Khan Karrani سلطان داود خان کرلاڼی بنگالی: সুলতান দাঊদ খাঁন কররাণী       | 1572–1576 |